# Norrøna

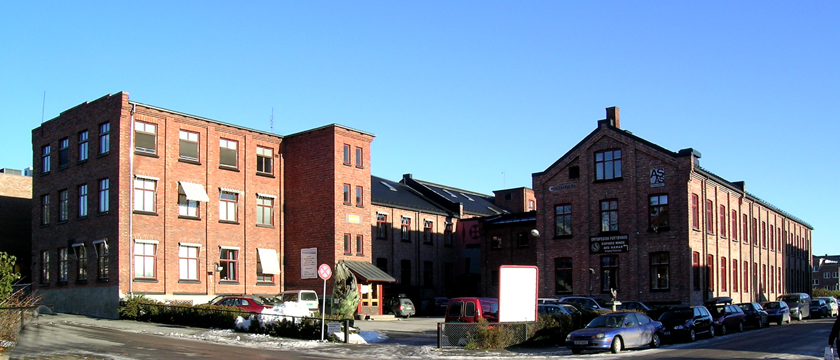
Norrøna Skofabrikk (2006)

Norrøna ist ein seit 1929 bestehender Sportartikelhersteller aus Norwegen.

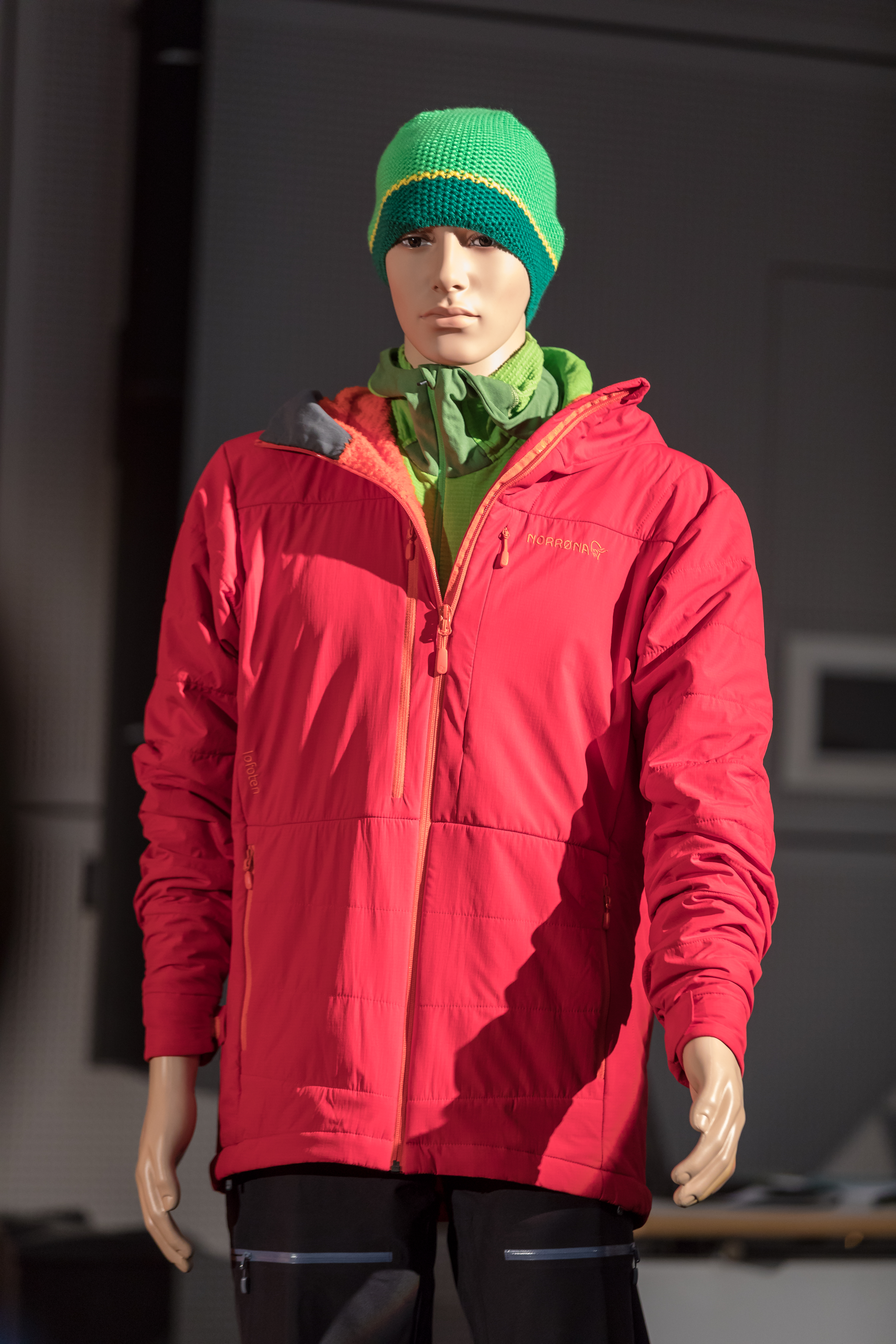
Jacke von 1993

## Geschichte
Jørgen Jørgensen gründete 1918 in Zusammenarbeit mit Einar Bredesen das Unternehmen Bredesen & Jørgensen Polar. Die ersten Artikel waren damals Lederwaren und Sportartikel. Nach elf Jahren beendete er die Zusammenarbeit und gründete das Unternehmen Norrøna. Neben Rucksäcken konzentrierte er sich auf Produkte aus dem Bergsport, wie Zelte und Schlafsäcke. 1940 übernahm sein Sohn Bjarne die Leitung und weitete in den folgenden 20 Jahren das Geschäft auf Gartenmöbel und Campingzubehör aus. Die dritte Generation der Familie Jørgensen übernahm Norrøna 1971 in Person von Ole Jørgensen. Dieser sorgte in Zusammenarbeit mit Tomas Carlström, dem neu eingestellten Produktentwickler, für eine führende Position im Vertrieb von Bergsport-Kleidung. 1979 gelang dem Unternehmen ein technischer Durchbruch, indem man die erste Gore-Tex-Jacke Europas herstellte. Weitere zehn Jahre später erweiterte man die Produktpalette auf Jagdbekleidung, später um Leichtgewichtskleidungen. Seit dem Jahr 2005 wird das Unternehmen von der vierten Generation der Familie Jørgensen geführt.
Das norwegische Kartellamt stellte 2022 fest, dass Norrønas Werbung mit Nachhaltigkeitsvergleichen irreführend sei.
Norrøna stellt mit der Linie Recon (Rucksäcke und Outdoor-Bekleidung) Spezialausrüstung für die norwegischen Spezialkräfte (Marinejegerkommandoen, Hærens Jegerkommando, heute Forsvarets spesialkommando mit dem Jegerkorps) her.